# 乌鲁里
乌鲁里（義大利語：Ururi），是意大利坎波巴索省的一个市镇。总面积31平方公里，人口2873人，人口密度每平方公里92.7人（2009年）。ISTAT代码为070083。